# Квик-е-Март
Квик-е-Март је измишљена продавница из анимиране ТВ серије Симпсонови. Власник те продавнице је Апу Нахасапимапетилон.